# 黑曜石崖
黑曜石崖（英語：Obsidian Cliff，又名48YE433）是美國黃石國家公園的一個重要的史前人類石器遺址，其歷史可追溯到180,000年前。黑曜石崖由菲利特斯·諾里斯命名於1878年。 1996年成為美國國家歷史地標。
黑曜石崖位於猛犸溫泉以南13英里（21）處， 其黑曜石散布方式和其成份顯示，此處可能存在著史前貿易網絡。

## 外部連結
- Obsidian Cliff National Historic Landmark（页面存档备份，存于） at the Wyoming State Historic Preservation Office